# Exophtalmomastax lucicola
Exophtalmomastax lucicola är en insektsart som beskrevs av Marius Descamps 1964. Exophtalmomastax lucicola ingår i släktet Exophtalmomastax och familjen Euschmidtiidae. Inga underarter finns listade i Catalogue of Life.